# Daisy-Head Mayzie
Pour plus de détails, voir Fiche technique et Distribution.
Daisy-Head Mayzie est un téléfilm d'animation américain réalisé par Tony Collingwood, sorti en 1995.

## Fiche technique
Sauf indication contraire, les informations mentionnées dans cette section peuvent être confirmées par les bases de données cinématographiques IMDb et Allociné,  présentes dans la section « Liens externes ».
- Titre original : Daisy-Head Mayzie
- Réalisation : Tony Collingwood
- Scénario : Dr. Seuss
- Musique : Philip Appleby
- Direction artistique : Trevor Ricketts
- Décors :
- Costumes :
- Animation : Cash B. Imutan, Jess Espanola et Bong Macarayan
- Photographie :
- Son : Nigel Rutter et Tony Collingwood
- Montage : Nigel Rutter
- Production : Christopher O'Hare
  - Production déléguée : Buzz Potamkin et Audrey Geisel
  - Production associée : Margot McDonough
- Sociétés de production : Hanna-Barbera Productions, Dr. Seuss Enterprises, Collingwood O'Hare Entertainment et TNT
- Sociétés de distribution : TNT
- Pays de production :  États-Unis
- Langue originale : anglais
- Genre : Animation
- Durée : 22 minutes
- Date de diffusion :
  - États-Unis : 5 février 1995

## Distribution
- Francesca Marie Smith (en) : Mayzie McGrew
- Henry Gibson : Cat in the Hat
- Tim Curry : Finagle
- George Hearn : le maire
- Lewis Arquette : le principal
- Jonathan Winters : Dr Eisenbart
- Susan Silo : Mlle Sneetcher
- Betty Jean Ward : Mme McGrew
- Paul Eiding : M. McGrew
- Robert Ridgely : Finch
- Dan Castellaneta et Neil Ross : voix additionnelles